# کامییوو
کامییوو (به صربی: Kamijevo) یک منطقهٔ مسکونی در صربستان است که در ولیکو گردیشت واقع شده‌است. کامییوو ۳۴۷ نفر جمعیت دارد.